# Ermita del Calvari (Canet lo Roig)
L'Ermita del Calvari de Canet lo Roig està situada al sud-est de la població, en les proximitats, sobre un monticle, a la vora de la carretera de la Jana.

## Història
Construïda a finals del segle xviii, actualment està en ruïnes.
És un Bé de Rellevància Local amb la categoria de Monument d'Interès Local per la Disposició Addicional Quinta de la Llei 5/2007, de 9 de febrer, de la Generalitat Valenciana, del Patrimoni Cultural Valencià.

## Arquitectura
És un temple senzill de planta quadrada centrada en una cúpula sobre un tambor estret octagonal, a la qual s'adossa un absis poligonal. Té volta de canó amb pilastres corínties. La llum penetra per dues finestres laterals. La porta, sense cap detall destacable, emmarca una façana sense espadanya.
Queda poc de la decoració interior, apreciable en una finestra, algun arc i les pilastres, però el més interessant és el retaule de guix, adossat a l'absis, de planta moguda, amb detalls oblics, i rematat amb dosser en forma de ceba.
La capella està construïda amb maçoneria, reforçada amb carreus en les obertures i amb queixals els cantons.

## Galeria d'imatges

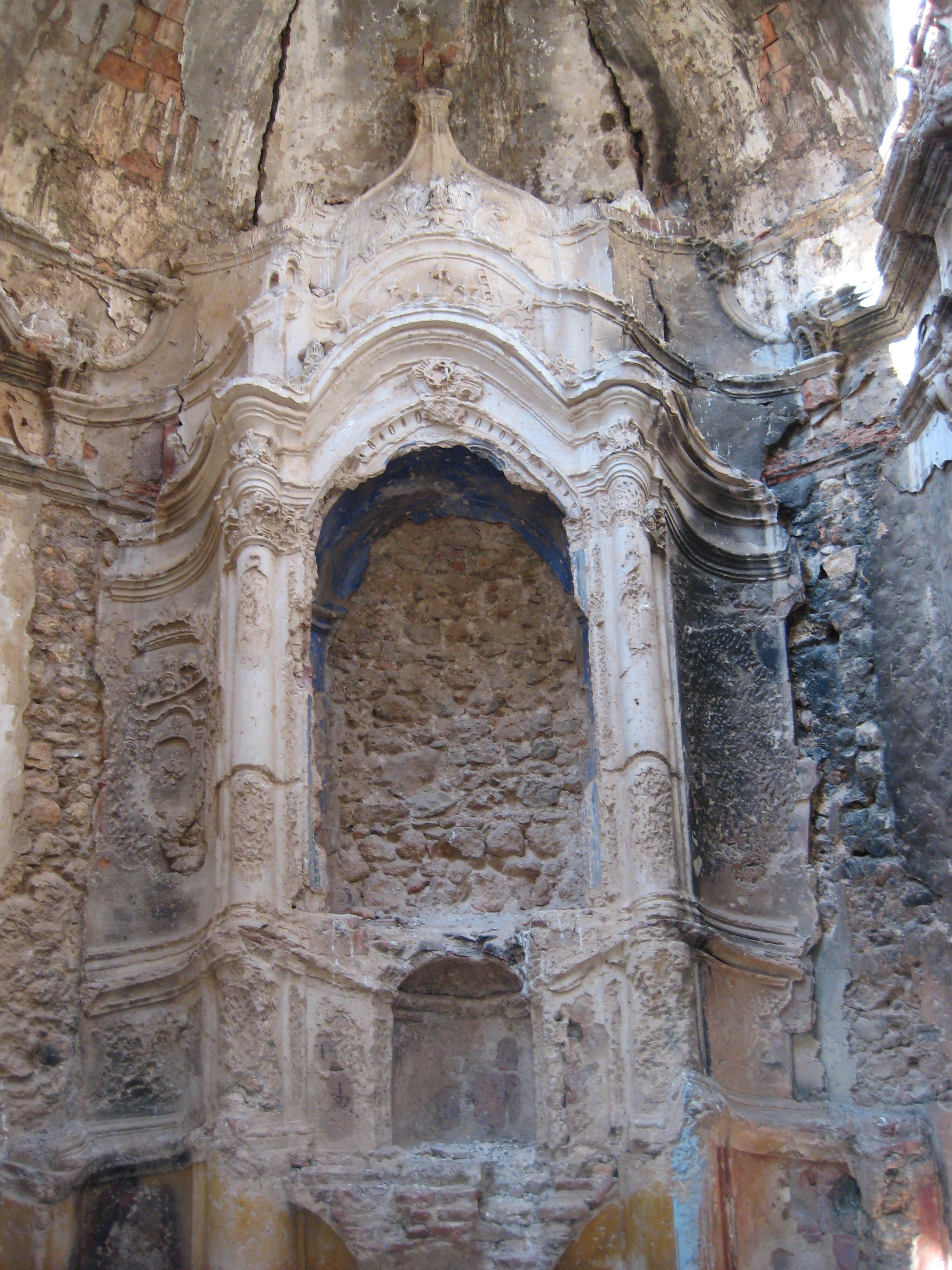
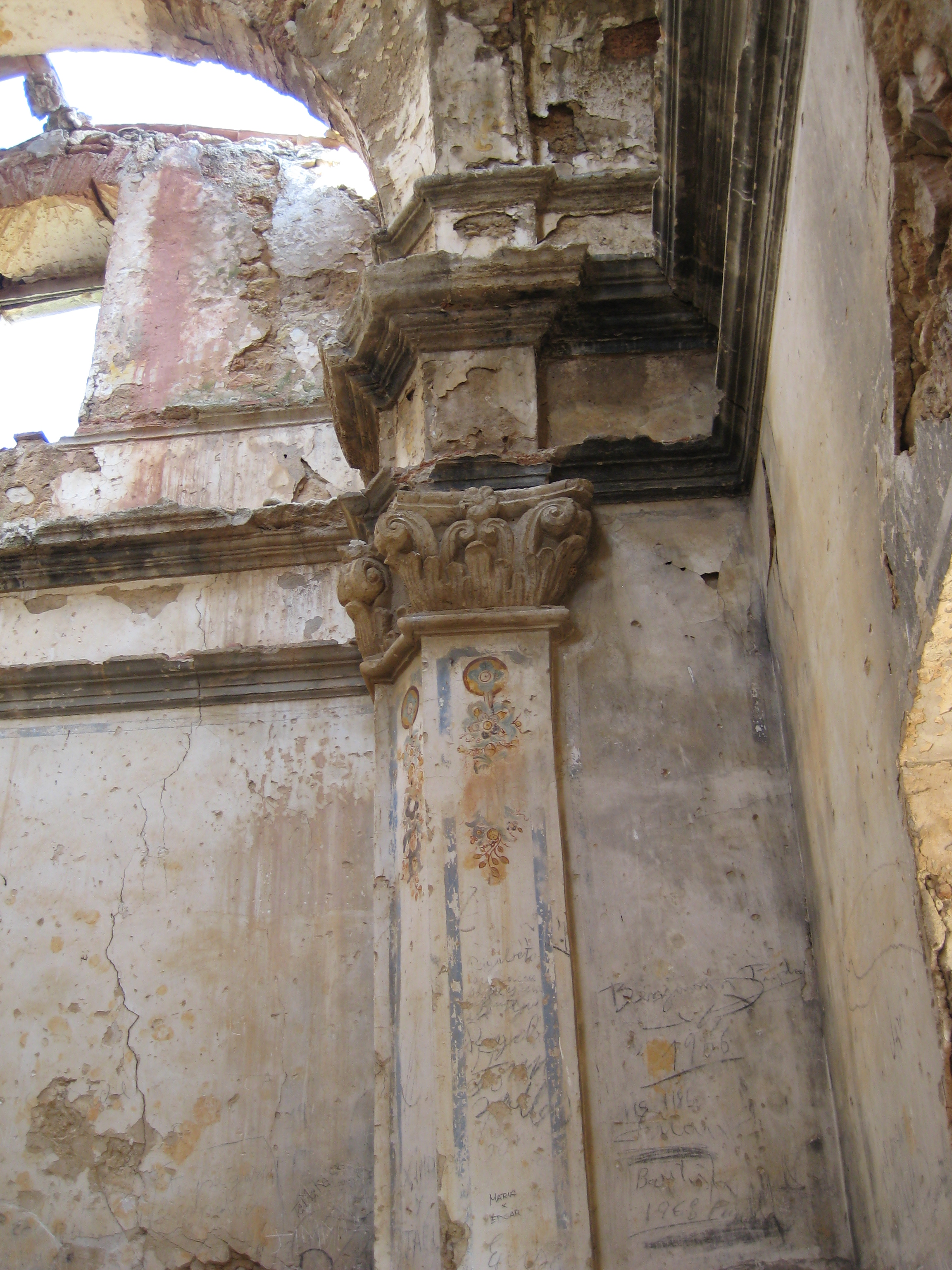
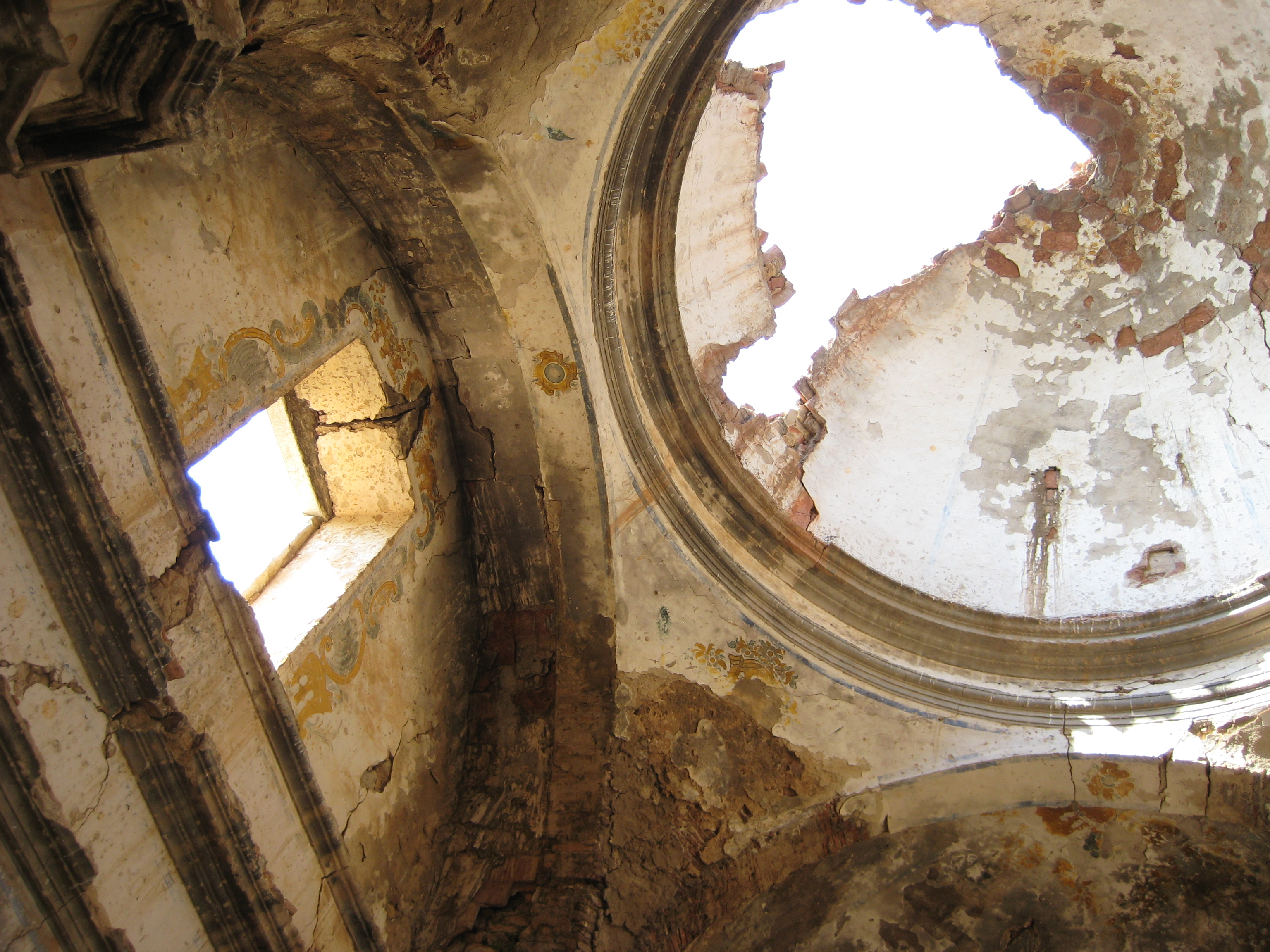

- Altar.
- Pilastra i capitell.
- Cúpula i finestra lateral.